# Comandos Autònoms Anticapitalistes
Els Comandos Autònoms Anticapitalistes (en basc Komando Autonomo Antikapitalistak) van ser una sèrie d'organitzacions armades actives al País Basc i Navarra durant el final de la dècada de 1970 i el principi de la de 1980. Van sorgir a partir de grups de caràcter assembleari i inspirats en el moviment autònom, units a una escissió dels comandos Bereziak d'ETA (pm), per la qual cosa van ser definits en el seu moment com l'escissió àcrata d'ETA.
Després de la seva acció de major repercussió, l'assassinat del senador socialista Enrique Casas Vila el 1984, desapareixen en els anys següents fruit de l'acció policial i de les mateixes discussions que es produeixen en el seu interior, provocades en part per l'hostilitat que els manifesten ETA i el seu entorn politicosocial. Els Comandos Autònoms Anticapitalistes van desaparèixer sense un comunicat oficial de dissolució.

## Ideologia
La ideologia política dels Comandos Autònoms Anticapitalistes era l'autonomisme, una ideologia política de caràcter assembleari a cavall entre el marxisme (pel materialisme històric) i l'anarquisme, per la seva estructura organitzativa. Rebutjaven el paper dels partits polítics i sindicats, inclosos els revolucionaris i basaven la seva concepció de la democràcia i el socialisme en l'assemblearisme i l'autonomia obrera. Per descomptat, preconitzaven una ruptura total amb el sistema capitalista. En el plànol d'identitat consideraven Euskal Herria una nació oprimida i eren partidaris de la seva independència. Pel seu caràcter revolucionari s'oposaven a qualsevol classe d'entesa o pacte amb la burgesia nacional per lluitar per la independència, entenent com el nacionalisme basc del Partit Nacionalista Basc com a burgès.
Els CAA plantejaven com a objectius polítics de la seva acció armada la independència i el socialisme. Encara que aquests objectius finals no diferien dels d'Euskadi Ta Askatasuna (ETA), els CAA es distingien d'aquesta al no acceptar l'Alternativa KAS, el programa d'objectius mínims polítics entorn del que s'articulaven ETA i altres organitzacions polítiques de l'esquerra abertzale com Herri Batasuna, LAB, Jarrai, etc. El compliment dels punts que formaven l'Alternativa KAS era condició sine qua non que ETA plantejava per a l'abandó de la lluita armada (amnistia total, retirada dels cossos i forces de seguretat de l'estat del País Basc, concessió del dret d'autodeterminació al poble basc, etc.). Els CAA consideraven l'Alternativa KAS insuficient, una mera reforma burgesa progressista i per això consideraven ETA i al Moviment d'Alliberament Nacional Basc (MLNV) com etapistes.
Una altra diferenciació ideològica respecte a ETA era que els CAA rebutjaven l'estructura marxista-leninista d'aquesta organització. Els CAA eren especialment crítics amb la idea que el MLNV fos l'avantguarda revolucionària del poble basc i que ETA jugués el paper d'avantguarda de l'avantguarda. Els CAA estaven en contra de les avantguardes revolucionàries.

## Història
La data d'aparició pública dels Comandos Autònoms Anticapitalistes és 1978, encara que possiblement existien des d'uns anys abans.

### Origen
Els Comandos Autònoms Anticapitalistes (CAA) sorgeixen en la segona meitat de la dècada de 1970, sent 1976, després de la massacre de Vitòria de 1976, l'any que sol donar-se com el de creació d'uns CAA embrionaris. En els CAA van confluir militants polítics procedents de diverses organitzacions. Van tenir un paper fonamental en la seva creació gents procedents del dinàmic moviment autònom que en aquells anys es donava al País Basc (moviments pro-amnistia, grups ecologistes, assemblees de treballadors, etc.). A aquests se'ls van unir militants de grups més estructurats, amb una ideologia similar i amb experiència en activitats clandestines, com LAIA (ez), escissió de l'organització política abertzale LAIA produïda en 1976 i que s'oposava a l'Alternativa KAS, o dissidents d'ETA-VI, una escissió obrerista d'ETA sorgida en 1970.
Al març de 1976 es va produir el segrest per part d'ETA (pm) d'Ángel Berazadi, un empresari vinculat al PNB. Encara que la família del segrestat no va ser capaç de pagar tot el rescat demanat, la direcció política d'ETA-pm va decidir alliberar-lo. No obstant això, els integrants dels comandos Bereziak (especials), els comandos d'ETA-pm encarregats de les accions violentes més importants i que havien dut a terme el segrest, van decidir pel seu compte assassinar l'empresari. Aquest fet va provocar un fort conflicte intern en ETA-pm que va forçar la sortida dels berezis d'ETA-pm. La major part d'ells es van passar a l'altra branca d'ETA, ETA militar, però una part va decidir quedar-se al marge d'aquesta organització i integrar-se en els Comandos Autònoms Anticapitalistes. Van ser aquests ex-membres d'ETA-pm els que van aportar experiència i material a l'organització permetent-li un salt qualitatiu que es va traduir en els atemptats mortals que van començar a cometre els CAA a partir de 1978.
La integració de part dels berezis en els CAA va aportar un nou corrent ideològic a l'organització, ja que aquests no compartien necessàriament l'ideari "autonomista" dels altres grups integrats en els CAA. Pels berezis l'autonomisme consistia en la capacitat de decisió dels propis comandos sense haver de retre comptes a la direcció de cap organització. La coexistència d'aquests dos corrents ideològiques i les tensions entre elles donarien en la pràctica a la formació de diferents organitzacions armades que actuaven sota una nomenclatura similar.

### Comandos
Encara que des de tota la premsa es va identificar els diferents grups autònoms armats amb el mateix acrònim CAA tractant d'assignar-los una personalitat concreta sota el subtítol de "l'organització terrorista més radical", cada comando tenia absoluta llibertat per escollir i explicar les seves accions més enllà d'aquelles característiques comunes (anticapitalisme, antipartidisme, antisindicalisme) que els portava a coordinar-se. Entre aquests grups s'hi trobaven: Comandos Autònoms Anticapitalistes 21 de Setembre, Comandos Autònoms i Autogestionaris 23 d'Octubre, Comandos Autònoms Zapa-Roberto, Comandos Autònoms 3 de Març, Comandos Autònoms Iparraguirre, Comandos Autònoms Independentistes Herri Armatua, Zuzen Ekintza, Organització Militar Autònoma, Comandos Autònoms 27 de Setembre, Grup Autònom Txikia, Comandos Autònoms Llibertaris, Comando Autònom Independendista i Socialista, Comandos Autònoms Talde, Talde Autonomoak, Gatazka, Comando Autònom Herri Armatua, Comandos Autònoms Txindoki, Comandos Autònoms Mendeku, Comandos Autònoms Sant Sebastià, Comandos Autònoms Bereterretxe, Talde Autònom Independentista Anticapitalista i Autogestionari, Comandos Autònoms Anticapitalistes,...

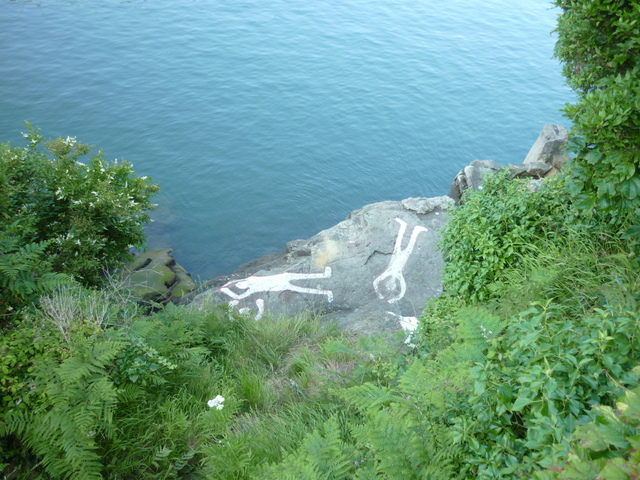
Pintures en record dels quatre membres del Comando Autónomo Mendeku morts a Pasaia el 1984.

El Comando Autònom Mendeku és possiblement el més conegut dels quals van formar part dels CAA. El seu nom significa venjança en basc i es va destacar per una campanya d'atemptats contra el PSOE en 1983 i 1984, partit al que considerava responsable dels GAL. Mendeku va ser l'últim comando actiu dels CAA; va realitzar diversos atemptats contra cases del poble i l'acció més sonada dels comandos autònoms, l'assassinat del senador socialista Enrique Casas Vila. El 22 de març de 1984 la Policia Nacional va matar a 4 dels 5 integrants d'aquest comando a Pasaia, mentre que l'altre membre va ser detingut, la qual cosa va suposar la seva total desaparició.
Uns anys més tard, en 1987, un grupuscle abertzale de caràcter autònom autodenominat Col·lectiu Mendeku va atemptar contra una casa del pueblo del PSOE a Portugalete llançant còctels molotov. En l'incendi que es va produir, van morir dos militants del PSE-PSOE, que es trobaven en aquell moment dins de la seu. En principi no existeixen evidències de relació entre tots dos grups, sent probablement el nom del segon un homenatge al primer Mendeku.

### L'aparició pública dels CAA
El primer atemptat públicament reivindicat per un comando autònom, independentista i socialista (sic) es produeix a l'abril de 1978 i té com a objectiu la seu de la patronal guipuscoana, Adegui.
Per aquelles dates s'havia signat després d'un procés de negociació de diversos mesos el conveni col·lectiu del sector del metall a Guipúscoa. Aquest pacte havia estat negociat entre la patronal guipuscoana, Adegui, i els llavors sindicats més representatius del sector a Guipúscoa, CCOO i UGT. El pacte va ser aconseguit no sense contestació d'una part dels treballadors, sent especialment frontal l'oposició de treballadors vinculats al moviment autonomista que van arribar a assaltar i destrossar les seus de tots dos sindicats.
En aquest context, la matinada del 13 d'abril, diversos individus van tractar de posar un artefacte explosiu a la seu d'Adegui aSant Sebastià. L'atemptat va resultar parcialment fallit. Un dels integrants del comando va resultar ferit en explotar la bomba abans d'hora i va escapar del lloc de l'atemptat en una rocambolesca fugida amb cotxe, que li va conduir fins a la frontera francesa, on després de trencar els controls duaners espanyols amb el cotxe es va lliurar a les autoritats franceses. El militant, identificat com a Vicente Aldalur fou hospitalitzat a França amb greus cremades.
L'incident va causar una considerable revolada. Les autoritats espanyoles van sol·licitar l'extradició de l'activista fugit a França, identificat en aquell moment per alguns com un militant de LAIA. En accedir les autoritats francesos, aquest es va convertir en el primer refugiat polític basc lliurat per les autoritats franceses a Espanya sota l'acusació de participar en activitats terroristes.
Aquella acció terrorista que va obtenir principalment ressonància pel seu desenllaç rocambolesco va ser reivindicada per un desconegut Comando Autònom 3 de Març, que els mitjans de comunicació del moment van associar amb ETA militar. El que gradualment va ser aprofitat pel Govern d'Espanya —perfecte coneixedor de la diferència entre ambdues organitzacions— per atiar les seves desavinences identificant sistemàticament a aquests grups com a "comandos autònoms d'ETA".

## Atemptats mortals
Existeixen dubtes sobre l'autoria d'alguns atemptats ocorreguts a la fi dels anys 70 i principis dels 80, però les morts atribuïdes als Comandos Autònoms Anticapitalistes es xifren entre 25 i 30 víctimes. Els atemptats mortals atribuïts als Comandos Autònoms Anticapitalistes són:
- 3 de setembre de 1978: Amancio Barreiro Gens natural de Valga (Pontevedra). Treballava de taxista a Pasaia (Guipúscoa) i va ser assassinat a Usurbil (Guipúscoa) després de realitzar un servei. El seu assassinat va ser reivindicat per ETA i justificat en considerar al taxista d'extrema dreta i confident de la policia.[6] Actualment l'atemptat s'ha atribuït al Comando Iparraguirre dels CAA i alguns dels seus antics membres han estat jutjats i condemnats pels fets.
- 8 de febrer de 1979: Vicente Irusta Altamira, a Bilbao.
- 12 de febrer de 1979: César Pinilla Sanz, cap de la policia municipal de Mungia.
- 27 d'octubre de 1979: Germán González López, fotògraf. Era militant del PSOE i d'UGT. Va ser assassinat a Urretxu (Guipúscoa). El seu assassinat va ser justificat pels CAA per tractar-se d'un informant de la policia.
- 16 de novembre de 1979: Juan Luis Aguirreurreta Arzamendi, administratiu de l'empresa Pinturas Velasco. Tirotejat en Arrasate (Guipúscoa).
- 6 d'abril de 1980: són assassinats amb una ràfega de metralladora en una sala de festes d'Orio (Guipúscoa), el guàrdia civil Francisco Pascual Andrés, natural de Ceuta i el mariner Florentino Lopetegui Barjacoba, natural d'Orio. Pel que sembla l'assassí va confondre al mariner, amb un altre guàrdia civil, company de Pascual, que havia abandonat el local minuts abans de produir-se l'atemptat.[7]
- 28 de juny de 1980: són assassinats a trets a la porta d'un bar d'Azkoitia (Guipúscoa) el guàrdia civil retirat Justino Guindos López, el mecànic Elio López Gambeta i el funcionari local Julio Muñoz Grau. Aquest últim resultaria al principi ferit greu per morir més tard. En l'atemptat resultaria també ferit lleu un guàrdia municipal que transitava pel lloc. Els tres morts eren amics i coneguts a Azkoitia per ser políticament de dretes.[8]
- 23 d'octubre de 1980: Jaime Arrese Arizmendiarrieta, ex-alcalde d'Elgoibar i membre de l'executiva de la UCD. Algunes fonts atribueixen l'atemptat a ETA.
- 29 d'octubre de 1980: Juan Carlos Fernández Azpiazu, propietari d'un bar de Sant Sebastià.
- 6 de desembre de 1980: Ignacio Lasa Errezola, propietari d'un negoci familiar a Azpeitia.
- 14 d'abril de 1981: assassinen a tirs a José María Félix Latiegui Balmaseda, director de l'empresa Moulinex a Usurbil (Guipúscoa).
- 26 de juny de 1981: Antonio Murillo Chacón, obrer en atur, que havia treballat també com a cambrer i era natural de Puebla de la Reina (Badajoz). Va ser tirotejat al portal del seu domicili d'Hernani (Guipúscoa), quan tornava a casa de celebrar les festes patronals d'Hernani. L'atribució del seu assassinat és problemàtica, ja que no n'està clar el mòbil. L'AVT el considera víctima dels CAA, mentre COVITE el considera víctima de l'extrema dreta.
- 26 de març de 1982: assassinen Enrique Cuesta Jiménez, delegat de l'empresa Telefónica a Sant Sebastià. En l'atemptat resulta ferit el seu escorta, el policia nacional Antonio Gómez García, que moriria 5 dies després a causa de les ferides rebudes. Enrique Cuesta era el pare de Cristina Cuesta, la fundadora en 1986 del grup pacifista Gesto por la Paz.
- 8 d'octubre de 1982: Alberto Toca Echevarría, director de la mútua d'accidents laborals Asepeyo és assassinat en la seva oficina de Pamplona (Navarra).
- 25 de març de 1983: Ramón Ezequiel Martínez García, caporal 1a de la Policia Nacional en Bilbao.
- 28 de maig de 1983: dos guàrdies civils que vigilaven la seu de Correus a Pamplona, Antonio Conejo Salguero i Fidel Lázaro Aparicio, són tirotejats.
- 7 de juny de 1983: Francisco Machío Marto, natural d'Hornachos (Badajoz). Havia treballat en una fàbrica mobles en Azpeitia (Guipúscoa) i es trobava en el moment del seu assassinat en l'atur. Va ser assassinat de diversos tirs en un bar de Azpeitia. L'atemptat va ser reivindicat pels CAA.
- 23 de juny de 1983: Emilio Juan Casanova López, policia nacional a Sant Sebastià.
- 31 de juliol de 1983: dos guàrdies civils que vigilaven dues llanxes capturades amb contraban en el port de Getaria (Guipúscoa) són tirotejats a boca de canó. Les víctimes eren Rafael Gil Marín, natural de Valencia de las Torres (Badajoz) i Enrique Rúa Díez de Verín (Ourense).[9]
- 15 de desembre de 1983: Francisco Arín Urquiola, directiu de l'empresa Construccions Electromecàniques Irura, va ser víctima d'un segrest express al seu domicili de Tolosa (Guipúscoa) per tres persones armades que li van exigir certa quantitat de diners. Hores després una trucada al diari Egin en nom dels CAA reivindicava el segrest i assassinat d'Arín i indicava el lloc on es trobava el seu cadàver. Arín va ser trobat a la rodalia d'Irura en el maleter del seu propi vehicle i assassinat amb diversos trets en el cap. Pel que sembla no va ser capaç de fer front a les reivindicacions econòmiques dels seus segrestadors.
- 23 de febrer de 1984: Enrique Casas Vila, senador del PSOE. Un mes abans els Comandos Autònoms havien declarat la guerra i amenaçat de mort als dirigents del PSE-PSOE, als quals consideraven responsables de les accions terroristes dels GAL en el Sud de França, que havia començat a produir-se en els últims mesos de 1983.[10] En concret Enrique Casas era acusat de ser un dels creadors i promotors dels GAL, i així ho assenyalà anys més tard l'ex-dirigent del PSOE Ricardo García Damborenea, quan declarà el 1995, als judicis celebrats pel cas Marey, que efectivament Enrique Casas havia participat en la creació del grup, sense aportar cap prova.[11]

### Altres atemptats
- 4 de gener de 1983: Col·loquen dos paquets explosius en la delegació de l'agència EFE a Sant Sebastià, explotant un d'ells i causant grans destrosses en els equips de transmissió de l'agència.
- 24 de desembre de 1983: Els CAA atempten amb explosius contra les casas del pueblo (Seus del PSE) d'Hernani i Lasarte-Oria.

## Membres dels CC.AA. morts
- 15 de novembre de 1978: Roberto Aranburu Iribarren i Jose Mari Iturriotz Zapa, morts per trets de la Guàrdia Civil després d'haver metrallat la caserna d'Aretxabaleta (Guipúscoa). En el tiroteig també va morir la ciutadana Emilia Larrea.
- 9 de març de 1979: Gregorio Fernández Riaño, natural de Lleó, militant del PCE (r) i del Comando Txabi Etxebarrieta dels CAA mor en forcejar amb un guàrdia municipal de Muskiz (Biscaia) mentre tractava de robar-li l'arma.
- 11 de juliol de 1980: el militant dels Comandos Autònoms José Miguel Etxeberria, Naparra; desapareix sense deixar rastre a Iparralde. La seva desaparició va ser reivindicada pel Batallón Vasco Español.[12]
- 13 d'agost de 1983: dos militants dels Comandos Autònoms; Javier San Martín Goikoetxea natural de Vitòria i conegut com a Piti i José Ignacio Segurola Maioz, natural d'Usurbil i sobrenomenat Naskas; volen per l'aire quan explota l'artefacte explosiu que manipulen en un cotxe amb el qual pensaven atemptar contra una instal·lació de l'empresa Iberduero en Usurbil (Guipúscoa). El grup de rock Hertzainak compondria la cançó Pakean utzi arte en record de Piti, que era amic seu.
- El 22 de març de 1984 quatre militants dels Comandos Autònoms Anticapitalistes (José Mari Izura, Rafael Delas, Pedro Mari Isart i Dionisio Aizpuru) van morir en un enfrontament amb el Cos Nacional de Policia quan desembarcaven, provinents de França, de forma clandestina en una llanxa pneumàtica en el port de Pasaia.[13] La mort dels quatre membres dels Comandos Autònoms va ser molt controvertida, encara que cap dels policies participants en els fets va ser encausat per la mort dels quatre, entenent que va ser una acció de confrontació legítima; però des de molts sectors socials es va considerar que els quatre militants havien estat víctimes d'una emboscada premeditada de la Policia, que els va acusar de ser integrants del comando que havia assassinat al senador Enrique Casas Vila un mes abans. El cinquè membre que formava el comando va sobreviure a l'incident i va ser detingut per la Policia. El 1987 el grup de rock Barricada va denunciar aquestes morts amb la cançó Bahía de Pasaia, que va ser censurada per la discogràfica del grup.
- 13 d'agost de 1984: Pablo Gude Pego, de 28 anys i natural d'Errenteria mor a Lasarte-Oria (Guipúscoa) (aleshores barri del municipi d'Hernani) a causa d'un enfrontament armat amb una patrulla de la Guàrdia Civil. Gude, acompanyat per una altra persona, havia col·locat una bomba al costat d'un concessionari de Citroën, com a part d'una campanya d'atemptats contra interessos francesos. La patrulla de la Guàrdia Civil formava part d'un dispositiu de vigilància especial muntat a causa d'aquesta campanya i des d'un cotxe camuflat va donar l'alt a la parella. Es va produir un tiroteig en el qual Gude va sofrir dos impactes en el pit i un en el cap que van posar fi a la seva vida. Gude estava acusat per la Policia de ser el cap del comando que va assassinar Enrique Casas Vila, referint-se algunes informacions com l'autor material d'aquell assassinat.[14]